# Warren H. Wagner
No confundir con el botánico estadounidense Warren L. Wagner (1950- ).
Warren H. Warren ( 29 de agosto de 1920, Washington - 8 de enero de 2000) fue un botánico estadounidense que vivió en Míchigan.
Era hijo de Warren Herbert Wagner y de d’Harriet Claflin. Luego de servir en la Armada durante la Segunda Guerra Mundial, obtiene su Bachelor of Arts en la Universidad de Pensilvania en 1942, y su Ph.D. en la de Universidad de California en Berkeley en 1950. Y realiza estudios de posdoctorado en Harvard.
Se casa el 16 de julio de 1948 con su colega Florence Signaigo Wagner (1919-), teniendo dos hijos.
Desarrolló a principios de los 60, el primer algoritmo para discernir relaciones filogenéticas entre especies basadas en los estados del carácter, observados sobre un set de caracteres. Este trabajo fue llamado por James Farris y Arnold Kluge en su posterior compilación de algoritmos como "Wagner parsimony" ("parsimonia de Wagner").
Fue miembro durante mucho tiempo de la Universidad de Míchigan (Ann Arbor).
Wagner se especializaba en helechos, particularmente en Botrychium.
- La abreviatura «W.H.Wagner» se emplea para indicar a Warren H. Wagner como autoridad en la descripción y clasificación científica de los vegetales.[1]